# Londoner Rundfunk
Der Londoner Rundfunk (englisch German Service) war der deutschsprachige Dienst der British Broadcasting Corporation (BBC) in London, ein internationaler Hörfunksender aus Großbritannien, der ab dem 27. September 1938 von der BBC in London ausgestrahlt wurde. Im Zweiten Weltkrieg war er eine Stimme der freien Welt, in der Nachkriegszeit berichtete er bis über den Fall des Eisernen Vorhangs hinaus über den Alltag in Großbritannien und Mitteleuropa. Im Jahre 1999 wurde der Sendebetrieb des German Service eingestellt.

## Geschichte
Der Londoner Rundfunk war Teil der BBC und verstand sich als deutschsprachige unabhängige Stimme Großbritanniens.
Als Identifikation und Sendezeichen dienten vier dumpfe Trommelschläge, die den Beginn der Nachrichtensendungen für Europa ankündigten. Das Sendezeichen Bum-Bum-Bum-Bom – wurde vom Schlagzeuger James Blades auf einer dumpfen afrikanischen Trommel geschlagen. Die Schläge, erinnerten an die 5. Sinfonie (Beethoven) und gaben den Morse-Code für V wie „Victory“ wieder.
Das Programm begann durch eine Ansage mit den folgenden Worten: „Hier ist der Londoner Rundfunk. Big Ben hat sieben Uhr geschlagen, bei Ihnen, meine Damen und Herren, ist es jetzt 20 Uhr und von jetzt bis 22 Uhr hören Sie unser Abendprogramm in deutscher Sprache.“

## Entstehung
Der German Service der BBC wurde am 27. September 1938 etwas übereilt ins Leben gerufen, um direkt mit Deutschen in ihrer eigenen Sprache zu kommunizieren. Gesendet wurde die deutsche Übersetzung einer Rede des damaligen britischen Premierministers Neville Chamberlain, nach seiner Rückkehr von einem Treffen mit Hitler, mit dem er das Münchner Abkommen ausgehandelt hatte. Die Rede wurde vom österreichischen Journalisten Robert Lucas übersetzt und von Walter Goetz, einem in Deutschland geborenen Karikaturisten des Daily Express verlesen: „Ich gebe die Hoffnung auf eine friedliche Lösung nicht auf und stelle meine Bemühungen um den Frieden nicht ein, solange noch eine Aussicht auf Frieden besteht“. Die Rede endete mit den Worten: „...unter einer solchen Herrschaft würde für Menschen, die an Freiheit glauben, das Leben nicht mehr lebenswert sein“.
Unmittelbar danach folgte eine kurze Nachrichtensendung, eingeleitet durch die Worte: „Hier spricht London“.
Auf dem damaligen Höhepunkt der Krise um die Tschechoslowakei sollte die Übertragung der Rede einen von Chamberlain befürchteten und von Deutschland betriebenen Kriegsausbruch verhindern. Mit dieser politisch motivierten Eilmaßnahme hoffte man britischerseits im Sinne der Appeasement-Politik Chamberlains, Einfluss auf die öffentliche Meinung in Deutschland zu nehmen.
Die Sendung wurde kurioserweise über die Frequenzen des Inlandsdienstes der BBC ausgestrahlt, was Verwirrung bei der britischen Hörerschaft stiftete. Anzunehmen ist jedoch, dass erst die spätere Ausstrahlung der Rede durch den deutschen Programmkanal von Radio Luxembourg eine nennenswerte Anzahl deutschsprachiger Hörer erreichte. An diese erste Sendung des späteren Deutschen Dienstes aus London erinnert sich der Übersetzer der Chamberlain-Rede, Robert Lucas:
„Am frühen Nachmittag des 27. September wurde ich in meinem Büro angerufen. ‚Können Sie abends ins Funkhaus kommen?‘, wurde ich gefragt. Die Regierung, so sagte man mir, habe eben beschlossen, den Text der Rede, die der Premierminister am Abend halten würde, auch in deutscher Sprache zu senden, damit die Bevölkerung Deutschlands über den Ernst der Lage aufgeklärt werde. Könnte ich, so fragte man mich, bei der Übersetzung helfen? Als ich später ins Funkhaus kam, wurde mir sofort klar, daß der Beschluß der Regierung unerwartet gekommen war. Keine Sekretärin stand zur Verfügung, ja nicht einmal eine Schreibmaschine. An einem langen Konferenztisch saßen außer mir noch ein französischer und italienischer Übersetzer, denn es war beschlossen worden, den Text der Chamberlain-Rede auch in diesen Sprachen zu senden. Der englische Text kam Satz für Satz mit beträchtlichen Intervallen auf dem Fernschreiber durch. Als ich fragte, für welche Zeit die Sendung angesetzt sei, erfuhr ich zu meinem Erstaunen, daß sie schon begonnen hatte, und zwar auf den Wellenlängen des Heimatdienstes. Der unselige Ansager – ein bekannter Maler, der zum ersten Mal in einem Rundfunkstudio war – mußte manchmal minutenlang auf den nächsten Satz warten.“
Ab dem 27. Januar 1939 wurde das deutschsprachige Programm der BBC regelmäßig werktags zwischen 19 und 20 Uhr abends und zusätzlich vormittags ab 10:45 Uhr ausgestrahlt. Sonntags wurde zwischen 18:00 und 18:45 Uhr auf Deutsch gesendet.
Mit dem 15. März 1939, dem Datum der Besetzung der sogenannten Rest-Tschechei durch Deutschland, änderte sich das. Ab April 1939 wurde die Sendezeit auf wöchentlich fast fünfeinhalb Stunden ausgedehnt. Seither war das deutschsprachige Programm als eigenständiger Auslandsdienst der BBC eingerichtet.
Erster Leiter war Hugh C. Greene – Bruder des Schriftstellers Graham Greene. Er fungierte auch als Kommentator. Zu den leitenden Mitarbeitern gehörten Lindley Macnaghten Fraser (1940–1963), der vor dem Krieg Professor der Philosophie an der Universität Aberdeen war, Marius Goring (alias Charles Richardson) sowie Richard Crossman und Patrick Gordon Walker. Die beiden letztgenannten wurden in den Nachkriegsjahren führende Minister der Labour Regierungen.
Nach Kriegsausbruch wurde der in Berlin aufgewachsene Sefton Delmer von Fraser regelmäßig als Kommentator zum Deutschlanddienst der BBC hinzugebeten. Seinen ersten Kommentar im Londoner Rundfunk sendete Delmer am 19. Juli 1940, dem Tag, an dem Adolf Hitler anlässlich seines Sieges über Frankreich einen vermeintlich „letzten Friedensappell“ an England verbreitete. Eine Stunde nach dieser Botschaft erhielt Hitler von Delmer in seinem Kommentar die unzweideutig ablehnende Antwort „mitten in Ihre übelriechende Führerfresse“. Nach 1941 wurde Delmer für die britische Abwehr mit dem Aufbau der geheimen „schwarzen“ Rundfunkpropaganda über Tarnsender (Gustav Siegfried 1, Deutscher Kurzwellensender Atlantik und Soldatensender Calais) betraut.
Von 1940 an verfolgte der Sender das von ihm verantwortete journalistische Leitbild, sich als „Stimme der Wahrheit“ inhaltlich gegen das Nazi-Regime zu positionieren und seinen Zuhörern im Dritten Reich genaue und objektive Nachrichten zu liefern.
Im Frühjahr 1941 erfolgte der Umzug sämtlicher Abteilungen der BBC ins „Bush House“ in der Straße Strand in der Londoner City of Westminster. Dies ist heute noch der Sitz der BBC.

## Funktion im Zweiten Weltkrieg
Besondere Bedeutung erlangte der deutschsprachige Dienst in der Zeit des Zweiten Weltkriegs. Die BBC war in die Strategie des britischen PWE (Political Warfare Executive) eingebunden. Dies war ein britischer Geheim- und Nachrichtendienst, der zuständig für Information, Propaganda und Desinformation war. Die BBC war im Gegensatz zu den Tarnsendern für die sogenannte „weiße“ Propaganda zuständig. Sie bemühte sich, ein zutreffendes Bild der Realität zu zeichnen und wurde so zu einer zuverlässigen Informationsquelle für die Zuhörerschaft in Deutschland. Die BBC hatte sich der sogenannten Strategy of the Truth verpflichtet, d. h. Ziel war, sich strikt an die Wahrheit zu halten. Die Hauptaussage in ihren Sendungen lautete: „Die deutsche Niederlage ist unausweichlich, jeder Widerstand sinnlos“. Das Hören des Senders war in Deutschland verboten.
„Hier ist England, hier ist England, hier ist England ... zunächst die Nachrichten in Schlagzeilen.“
Das deutschsprachige Programm dieser Zeit bestand aus Nachrichten, Kommentaren und Berichten sowie satirischen Sendungen. Während des gesamten Krieges sendete der Londoner Rundfunk mehrere Stunden täglich Nachrichten, politische Kommentare und Sendefolgen in deutscher Sprache. Drei Hauptsendeblocks morgens, in der Mittagszeit und am Abend gingen über den Äther.
Die Nachrichten waren so konzipiert, dass Fakten dargelegt wurden. Man wollte Glaubwürdigkeit vermitteln. Die Wahrheit zählte, nicht das Wunschdenken. Im Vordergrund standen die Informationsvermittlung und die Aufklärung über NS-Verbrechen. Propaganda durch gezielte Falschinformationen – wie bei den Sendekonzepten der NS-Propaganda – wollte man bewusst vermeiden.
In einem Ausnahmefall wurde jedoch davon abgewichen: Nach dem Hitler-Attentat vom 20. Juli 1944 verbreitete die BBC die Nachricht vom Ausbruch eines Bürgerkriegs in Deutschland – in der Hoffnung, Regime-Gegner und Widerstandsgruppen in Deutschland zu mobilisieren und zusammenzuführen. Da der gewünschte Erfolg ausblieb, verzichtete man auf weitere Propaganda-Falschinformationen.
Zum Widerstand gegen das Regime wurde selten offen aufgerufen. Das Auslandsprogramm in deutscher Sprache versuchte vielmehr durch besondere Sendeformate Einfluss auf die Stimmung in Deutschland zu nehmen. Der Hörerschaft in Deutschland wurde jedoch vermittelt, dass die Briten sich so lange nicht zufriedengäben, bis das Hitlerregime gestürzt werden würde.
Erst kurz vor Kriegsende änderte sich der Ton der BBC-Sendungen, da die Absicht bestand, zwischen nationalsozialistischem Regierungshandeln und dem Anliegen der Zivilbevölkerung zu differenzieren.

## Sendeformate während des Krieges
Grundsätzlich war in jeder Nachricht, in jedem Kommentar und in jeder Unterhaltungssendung der Eindruck hinterlegt, dass Deutschland den Krieg nur verlieren könne.
Besonderer Beliebtheit erfreuten sich satirische Programme. In diesen nur wenige Minuten dauernden Sendungen traten immer die gleichen, den Stammhörern vertraute Figuren auf, die sich über die Lage in Deutschland und der Welt äußerten.
Drei der beliebtesten satirischen Sendefolgen wurden fast während des ganzen Krieges über gesendet:
- Bruno Adler, unter dem Pseudonym Urban Roedl ein bekannter Stifterforscher, war der Erfinder der Frau Wernicke. Frau Wernicke, gesprochen von der Berliner Schauspielerin Annemarie Hase, war eine Berliner Kleinbürgerin, die mit einem losen Mundwerk und gesundem Menschenverstand ausgestattet, die Nazis lächerlich machte.

- In der satirischen Hörspielserie Kurt und Willi  – sie schrieb Adler gemeinsam mit dem englischen Lyriker Norman Cameron – wurde ein fiktives Gespräch zwischen einem linientreuen Oberlehrer und seinem zynischen Freund aus dem NS-Propagandaministerium vorgeführt.[10]

- Großer Beliebtheit erfreute sich auch die von Robert Lucas geschaffene Serie Briefe des Gefreiten Hirnschal an seine Frau in Zwieselsdorf. Hier berichtete der einfache und führergläubige Landser Adolf Hirnschal (Sprecher: Fritz Schrecker) seiner Frau Amalia in Briefen von der Front.

- Bekannt waren auch die von Sefton Delmer verfassten und jeden Donnerstag gesendeten direkten Antworten auf den zuvor im Großdeutschen Rundfunk verbreiteten »Kommentar zur Lage« des Goebbelschen Chef-Propagandisten Hans Fritzsche. Delmer gab Fritzsche gezielt Kontra, indem er „mit englischer Gründlichkeit die Argumente von Hans Fritzsche zerpfückte“[11]. Möglich war dies auch, weil die britische Seite über den Inhalt der Kommentare frühzeitig Kenntnis hatte, noch ehe diese im Großdeutschen Rundfunk gesendet wurden, da man Zugriff auf einen Hellschreiber hatte, über den die Akteure der deutschen Rundfunkpropaganda im Vorwege kommunizierten.[12]

- Arbeitersendungen wurden zum Beispiel im Jahre 1941 täglich in der Frühe um 6 und 6.30 Uhr sowie montags und donnerstags nachmittags um 18 Uhr auf Deutsch verbreitet. Die Leitung der deutschsprachigen Arbeitersendungen der BBC hatte zwischen 1943 und 1945 Karl Anders inne.[13]

Im selben Jahr gingen deutschsprachige Sendungen täglich 11-mal über den Sender, und zwar über die Wellen 41, 49 und 373 zu folgenden Zeiten (deutsche und britische Sommerzeit fallen zusammen): früh um 2 Uhr, um 6 Uhr, 6.30 Uhr. Ferner vormittags um 11 Uhr, nachmittags um 14, 15, 16, und 18 Uhr und abends um 20, 22 sowie um 23 Uhr.
Die Führungspositionen im Sender waren gebürtigen Engländern vorbehalten. Obwohl die BBC eine vielfältige Mitarbeiter-, Übersetzer- und Autorenschaft aus deutschen und österreichischen Emigranten während des Krieges beschäftigte, war es diesen nur erlaubt, Drehbücher zu schreiben und bestimmte Charaktere in Hörspielen und Features akustisch darzustellen. In eigener Sache auf Sendung gehen durften sie jedoch nicht. Sie wurden von ihren britischen Vorgesetzten freundlich, aber sorgfältig beaufsichtigt. Kommentare, die Nachrichten im Namen der britischen Regierung interpretierten und Botschaften überbrachten, wurden von Briten übernommen, die fließend Deutsch sprachen. Diese Politik spiegelte allgemeine Vorbehalte der britischen Behörden bezüglich deutschsprachiger Einwanderer wider. Während britische Kommentatoren wie Lindley Fraser, Sefton Delmer und Charles Richardson ihre Namen im Radio verwendeten und im Kriegsdeutschland zu bekannten Persönlichkeiten wurden, blieben die geflüchteten Darsteller in Hörspielen und satirischen Sendeformaten für die Hörerschaft anonyme Stimmen.
Die bedeutende Ausnahme dieser Regel war der Dichter Thomas Mann, der sich – von Kalifornien aus – mit seinen auf Tonband gesprochenen Sendungen „Deutsche Hörer!“ regelmäßig direkt an das deutsche Volk wandte und dessen Botschaft die BBC verbreitete. Seit August 1940 bis Kriegsende war Erika Mann deutschsprachige Korrespondentin der BBC in den USA. Sie vermittelte ihrem Vater diesen Sendeplatz in der BBC. Auch Erika Manns Stimme war im Londoner Rundfunk zu hören. Ihre Sendungen wurden in Deutschland von den Nazi-Abhörstellen aufmerksam zur Kenntnis genommen. Über den Reichssender Deutschlandsender wurde am Tag nach einer ihrer Reden im Jahr 1940 ein Beitrag ausgestrahlt, in dem es hieß, dass „Erika Mann, als braves Adoptivkind der Plutokratie“, die „zu jener Londoner Emigrantenclique gehört, die maßgeblich für diesen Krieg verantwortlich ist und die sich stets energisch gegen des Führers Bemühungen um eine deutsch-englische Verständigung gewehrt hat“, „gestern im Londoner Radio“ sprach und „die Aufgabe übernahm, die deutschen Luftangriffe herunterzuspielen, [ohne jegliches Mitgefühl] für die Hunderttausenden von Londonern, über die amerikanische Journalisten berichteten und die Opfer von Churchills verbrecherischer Politik waren.“ Mutmaßlich sah sich der deutsche Staatssender ermuntert, eine Gegenpropaganda zu Manns BBC-Botschaft zu senden, weil die Nazis diese Stimme für so wichtig hielten, dass ihnen eine Widerlegung über den Rundfunk opportun erschien.
Die künstlerische Darbietungen von aus Deutschland und Österreich stammenden Interpreten waren vielfältig. So trug der österreichische Schauspieler Peter Illing 1941 sein „Lied vom Stacheldraht“ vor: „Wir produzieren früh und spat Stacheldraht, Stacheldraht. Wir binden deutschen Stacheldraht von Staat zu Staat, von Staat zu Staat.“ Eine Parodie von „Lili Marleen“, gesungen von Lucie Mannheim war ein weiteres Beispiel sängerischer Darbietung. Ihre Version enthielt die folgende Passage: Der Führer ist ein Schinder, das weiß man ganz genau. Zu Waisen macht er Kinder, zur Witwe jede Frau.
Beliebt waren auch Hitlerparodien – damit erwarb sich der ehemals für das Wiener Laterndl aktive Schauspieler und Regisseur Martin Miller einen Ruf. Überliefert ist, dass er am 1. April 1940 in ein BBC-Aufnahmestudio gerufen wurde, um die erste von vielen Hitler-Parodien abzuliefern, die der deutsche Dienst während des gesamten Krieges mit großer Wirkung übertragen sollte. Sein Auftritt als tobender Hitler war so überzeugend, dass die BBC vom amerikanischen Sender CBS Informationsanfragen zu dieser unangekündigten Hitler-Rede erhielt, noch bevor Miller die Sendung beendet hatte.
Gesendet wurden auch Predigten von Clemens August Graf von Galen, die von einem Sprecher verlesen wurden.
Regelmäßig wurden Bastel-Anleitungen gesendet, in denen beschrieben wurde, wie ein Volksempfänger, auf dem nur Mittelwellen- und Langwellenprogramme zu hören waren, zu einem leistungsstarken Kurzwellenempfänger aufgerüstet werden konnte.
Erstmals zu Weihnachten 1942 berichtete Charles Richardson (alias Marius Goring) im Londoner Rundfunk über die Judenvernichtung: „Ganze Transportzüge wurden vergast“. Allerdings erwähnte die BBC nur vereinzelt und zurückhaltend den Holocaust, wohl weil sich ihr dieser bis Kriegsende noch kaum erschloss.
In der Sendung Hier sprechen deutsche Kriegsgefangene zur Heimat wurden Botschaften und Grüße deutscher Kriegsgefangener ausgestrahlt. Verantwortlicher Redakteur war Karl-Eduard von Schnitzler in den Jahren 1944 und 1945.
Am 16. April 1945, einen Tag nach der Befreiung des Konzentrationslagers Bergen-Belsen, noch vor Kriegsende, kam die damals neunzehnjährige Anita Lasker-Wallfisch im deutschen Programm der BBC zu Wort und berichtete, was sie erlebt hatte. Sie war einer der ersten Menschen, die der Öffentlichkeit von den Verbrechen in den Konzentrationslagern berichteten. Bevor sie nach Bergen-Belsen gebracht wurde, gehörte sie dem Mädchenorchester von Auschwitz an.

## Eigener Dienst für Österreich ab 1943
Bis zum März 1943 gab es keinen eigenen Österreichischen Dienst bei der BBC. Jedoch gab es einzelne Österreich-Sendungen ab 1941. Diese unterschieden sich lediglich im Dialekt von den übrigen deutschen Sendungen, nicht jedoch in den politischen Kernaussagen. Die Gründe dafür lagen in der unentschiedenen Haltung der britischen Regierung in der österreichischen Frage. Erst mit der Moskauer Deklaration wurde die Voraussetzung für einen eigenen Österreichischen Dienst geschaffen.
Programmleiter der Sendungen für Österreich war Patrick Smith. Es gab rund ein Dutzend fest angestellter Österreicher bei der BBC, dazu noch zwischen zwanzig und dreißig freiberuflich tätige Emigranten, darunter die Schriftsteller Hans Flesch-Brunningen, Robert Neumann, Bruno Adler, Robert Lucas und Edmund Wolf.
Ähnlich dem Deutschen Dienst bediente man auch hier satirischer Sendefolgen. So entwickelte Martin Esslin eine Sendereihe, in der einander widersprechende Aussagen Hitlers und anderer Nationalsozialisten gegenübergestellt wurden. Auch Hitlerparodien wurden gesendet, mit denen sich der Schauspieler und Regisseur Martin Miller einen Ruf erwarb. Beliebt waren auch die Sendefolgen von Richard Duschinsky: Pacher und Pachulke und Frau Schiernagl sowie Der Alois mit dem grünen Hut von Richard Wiener und Die Kartenstelle mit Fritz Schrecker und Martin Miller.
Der Österreichische Dienst im deutschsprachigen Programm der BBC bestand bis 1956.

## Personalausstattung, Mitwirkende vor 1945
Zum BBC-Mitarbeiterteam im deutschsprachigen Programm zählten zeitweise deutsche Künstler und Prominente wie Herbert Long, Peter Iling, Ernst Schoen, Erich Pohlmann, Friedrich Falk, Lucie Mannheim, Martin Miller, Heinrich Fischer, Sigmund Freud und Albert Einstein. Sie arbeiteten als Mitwirkende, Übersetzer, Redakteure oder Aufnahmeleiter oder leisteten Archivarbeit. Im Jahre 1940 zählte die deutsche Abteilung der BBC zwischen 30 und 40 Redakteure.

## Feindsender der Nazis
Für die NS-Regierung in Deutschland wurde der „Londoner Rundfunk“ zum Feindsender Nummer eins. Das Hören von ausländischen Sendern wie der BBC war in Deutschland eine der wenigen Möglichkeiten an wirklichkeitsgetreue Informationen über die Kriegssituation und die Frontlage zu gelangen.
Das Programm konnte mit herkömmlichen Radios, sogar mit dem am weitestverbreiteten und billigen Volksempfänger empfangen werden. Denn das Programm wurde auch über Mittelwelle ausgestrahlt, wofür auch der Volksempfänger kein zusätzliches Empfangsteil benötigte. Das führte dazu, dass der deutsche Dienst der BBC eine der meistgehörten Radiostationen in der deutschen Bevölkerung war, auch weil seine Sender leistungsstark genug waren, um den Mann auf der Straße zu erreichen.
Viele Hörer in Deutschland erhofften sich von den ausländischen Sendern, insbesondere gegen Kriegsende, verlässlichere Informationen als von den eigenen Radiosendern. Außerdem hatten viele Deutsche die Hoffnung, durch diesen Sender Nachrichten aus dem Umfeld von in England inhaftierten deutschen Kriegsgefangenen zu erhalten.
In einer 1988 aus Anlass des 50. Jahrestages der deutschsprachigen Sendungen von der BBC veröffentlichten Broschüre ist für August 1944 von täglich geschätzt mehr als zehn Millionen Hörern die Rede.
Um den Empfang zu behindern, installierte das NS-Propagandaministerium Störsender. „Englisch inhalieren“ nannte es der Volksmund, wenn man heimlich – mit der Bettdecke über dem Kopf, um jeden verdächtigen Ton zu dämpfen – den englischen „Feindsender“ abhörte.
Wer dies tat, begab sich in große Gefahr: Es drohten Zuchthausstrafen bis hin zur Todesstrafe. So wurde der Jugendliche Helmuth Hübener vom Volksgerichtshof wegen Abhörens von Feindsendern zum Tode verurteilt. Er hatte Mitschriften von ausländischen Radiosendungen auf Flugblätter gedruckt und in Hamburg verteilt.
Aus Akten der Gestapo lässt sich ersehen, dass zwischen 1. September 1939 und 31. August 1940 14.110 Menschen festgenommen wurden, weil sie in Verdacht standen, „Feindsender“ zu hören – nur 331 davon sollen einer Verurteilung entgangen sein. Die übrigen verurteilten „Fremdhörer“ wurden zu Zuchthaus- und Gefängnisstrafen von einem Monat bis zu fünf Jahren verurteilt.

## Nach Kriegsende
Von der Wirksamkeit der BBC-Sendungen in deutscher Sprache hatte man zu Kriegsjahren in London keinen Aufschluss. Bekannt waren aber die intensiven Störsenderaktivitäten der deutschen Seite, die vor allem den Empfang auf Mittelwelle und Langwelle beeinträchtigte. Auf Mittelwelle wurde britischerseits mit bis zu 500 kW Sendestärke gesendet. Auf Kurzwelle, die kaum von Störsendern beeinträchtigt war, wurden Sendeleistungen von 50 bis 100 kW realisiert. Erst nach 1945 wurde ersichtlich, dass die BBC in fast keinem anderen Teil Europas so viel gehört wurde wie in Deutschland. Die Sendungen waren nicht nur ein wichtiger Beitrag zur Niederlage Hitlers gewesen. Die BBC war für viele Deutsche eine Stimme der Vernunft, der Meinungsfreiheit und der Demokratie und zudem eine der wenigen Brücken zwischen Deutschen und Engländern.
Der Sendeplan aus dem Krieg wurde nach 1945 zunächst beibehalten, allerdings wurden kurze Beiträge zu einer längeren, geschlossenen Sendezeit am Abend zusammengefügt.
Dennoch stand 1946 die Schließung des German Service zur Diskussion, da mittlerweile von den Engländern in Deutschland neue Regionalsender installiert worden waren, so u. a. der Nordwestdeutsche Rundfunk. Durch Intervention des Außenministeriums des Vereinigten Königreichs wurde dies verhindert, weil man es für wichtig hielt, im besetzten Deutschland die Eigenart Großbritanniens darzustellen. „Die BBC muss im nationalen Interesse senden“. Das hieß: „nicht im Interesse der jeweiligen britischen Regierung, sondern im Interesse des ganzen Landes“.
1948 war der Deutsche Dienst der BBC mit 120 Mitarbeitenden der größte Zweig innerhalb des World Service der BBC. Bekannte Namen aus der Kriegszeit waren weiterhin in Kommentaren präsent, so Lindley Fraser. Er und andere besetzten die Nische der journalistischen Unparteilichkeit der BBC, was ihre Sendungen von sowjetisch-gesteuerten Konkurrenzsendern abheben sollten, genauso aber auch von stärker propagandistisch ausgerichteten amerikanischen Stationen wie Radio Liberty und Radio Free Europe. Im Vergleich zum RIAS schnitt der Londoner Rundfunk in Hörerumfragen in der Kategorie Vertrauen in der Regel besser ab, wenngleich viele der BBC einen etwas betulichen, verkopften Ruf zubilligten.
Das zeigte sich später 1956, zu Zeiten der Suez-Krise. Dazu waren die Meinungen in England selbst tief gespalten. Es gab diejenigen, die die Regierungspolitik unterstützten, und andere, die sie ablehnten. Zum Ärger der damaligen Regierung brachte die BBC in ihren Auslandssendungen beide Meinungen gleichwertig zum Ausdruck. Auf diese Weise trug sie zur Glaubwürdigkeit bei der deutschsprachigen Hörerschaft bei.

## Neue Sendeformate
Für die Friedenszeit bedurfte es eines veränderten Programmschemas. Die satirischen Sendungen der Kriegszeit entfielen und neue Programme, die sich an unterschiedliche Zielgruppen wandten, wurden eingeführt: für Frauen, für Jugendliche, für Touristen, für Lehrer usw.
Die satirischen Hörspielreihen der Kriegszeit fielen weg, da die meisten Mitwirkenden nach Deutschland zurückkehrten oder anderweitig engagiert wurden. Sie zu beschäftigen, hätte den begrenzten finanziellen Rahmen des Deutschen Dienstes der BBC überstiegen. Bruno Adler und Robert Lucas bleiben jedoch bei der BBC beschäftigt. Von 1945 bis 1948 wurde der Funkbriefkasten gesendet, der die demokratische Debattenkultur in Deutschland begründen helfen sollte, indem Briefe von deutschen Hörern erbeten wurden und Auszüge daraus in den Sendungen vorgelesen wurden. Nicht ausgespart wurden auch anglophobe Stimmen, da man zeigen wollte, dass wahre Demokratie Kritik vertragen und sogar herausfordern sollte.
Bereits während des Krieges hatte Hugh Carleton Greene Pläne für einen englischen Sprachkurs entwickelt: Lernt Englisch im Londoner Rundfunk!. Es wurde eine der erfolgreichsten Sendereihen der Nachkriegsjahre. Fast dreißig Jahre lang wurden unter Mitwirkung des ehemaligen deutschen Schauspielers Karlheinz Jaffé immer neue Lehrgänge herausgebracht. Der Sprachkurs sollte einerseits lehrreich, auf der anderen Seite unterhaltend sein, so dass sogar Hörer, die kein Englisch lernen wollten, die Sendung interessiert verfolgten. Die Lehrgänge dieser Sprachlernsendung wurden im Laufe der Jahre von fast sämtlichen ARD-Anstalten übernommen, ebenso in Österreich und in der Schweiz sowie auch in Buchform verschriftlicht.

### Eigenes Programm für das Zielgebiet DDR
Zum 4. April 1949 führte die BBC innerhalb ihres bestehenden deutschen Dienstes ein „German East Zone Program“ ein, das sich unter Leitung von James Thomson speziell an die Hörerschaft hinter dem „Eisernen Vorhang“ richtete. Da auf UKW gesendet wurde, war im Berliner Umland eine zuverlässig gute Empfangsqualität sichergestellt.
Studdert merkte an, dass die Ausstrahlung von Sendungen in die Ostzone in politischer und psychologischer Hinsicht eine größere Herausforderung darstellte als die BBC-Sendungen während des Krieges nach Nazi-Deutschland. Die Mission des „German East Zone Program“ wurde zum Balanceakt zwischen der Akzeptanz eines geopolitischen Status quo und der Tatsache, dass die Geldgeber der BBC aus dem Außenministerium die Legitimität der kommunistischen Regierung der DDR nicht anerkannten.
Dieses Ostzonenprogramm nahm jedoch in den ersten Jahren nur einen halbstündigen täglichen Sendeplatz von 20:30 Uhr bis 21 Uhr ein, mit Wiederholung in der allmorgentlichen Frühsendung. Anschließend wurde in das allgemeine deutschsprachige Programm übergeleitet. Absicht war, aktuelle Nachrichten bereitzustellen, die in der damals neugegründeten DDR schwierig zu erhalten waren. Aufbauend auf dem Erfolg seiner Kriegssendungen während der NS-Zeit führte der Deutsche Dienst nach und nach politische Kommentare, religiöse Vorträge und Comedy-Features (wie der von Robert Lucas moderierte Der verwunderte Zeitungsleser oder Die zwei Genossen) in sein „Ostzonenprogramm“ ein. Die Serie Der verwunderte Zeitungsleser bot bis zum Jahr 1972 eine humorvolle Rezension der Presseinhalte von DDR-Zeitungen, die, gepaart mit ironischen Kommentaren, die Widersprüche innerhalb des staatlich kontrollierten Journalismus der DDR enthüllten.
Von Bedeutung war, dass der Londoner Rundfunk eine Außenstelle in West-Berlin unterhielt, am Savignyplatz an der S-Bahn-Station. Vor dem Bau der Mauer kam nach Angaben der Mitarbeiter ein ständiger Strom an DDR-Bürgern vorbei, die einen, um ihrem Ärger über die DDR Luft zu machen, die anderen, um mehr oder weniger konstruktive Kritik zu üben. Weitere Foren bildeten die verschiedenen Messen in West-Berlin, wo die BBC eigene Stände unterhielt, die von Besuchern aus der DDR gern frequentiert wurden, auch um sich an Meinungsumfragen zu den Hörgewohnheiten zu beteiligen. Der Londoner Rundfunk beschäftigte einen eigenen Berliner Korrespondenten; der bekannteste von ihnen war Charles Wheeler, der von 1950 bis 1953 und von 1961 bis 1965 hier tätig war und sich so charakterisierte: „Ich war praktisch Kalter Krieger. Der Deutsche Dienst der BBC hatte ein ,Programm für die Ostzone‘, das jeden Abend eine halbe Stunde lief. Es war so politisch – genauso politisch – wie der Deutsche Dienst während der Nazizeit.“ Zu seinen Aufgaben gehörte es auch, Material aus Interviews mit Ostdeutschen (auch gelegentlich aus dem Flüchtlingsauffanglager in Berlin-Marienfelde) zu sammeln und in Sendungen zu verarbeiten.
Mit dem Mauerbau wurde die Arbeit der BBC-Korrespondenten durch politische Vorgaben und Verbote schwieriger: Recherchen im Osten der Stadt mussten ohne Mikrofon und Tonband auskommen. Solange Deutschland geteilt war, wollte der German Service stets Information gegen Propaganda setzen, wie er es schon in der NS-Zeit praktiziert hatte. Besonders bemühte man sich, über die Schiene Popmusik junge Hörerkreise in der DDR anzusprechen. In der flotten Wunschsendung Eine kleine Beatmusik konnten junge Hörer aus der DDR Grüße an ihre Freunde oder Liebsten senden. Dies erfolgte üblicherweise unter Pseudonymen, wie etwa „Grüße von Mick Jagger aus Kleinkühnau an die süße, zarte Marion aus Dessau“.
Die Stasi der DDR betrachtete die Identifikation mit der westlichen Popkultur als Teil einer umfassenden Strategie, der man das Ziel unterstellte, junge Menschen von der DDR-Gesellschaft zu entfremden. In einem vertraulichen Bericht von 1961 wurde behauptet, dass sowohl RIAS als auch der deutsche Dienst der BBC jugendliche Hörerkreise dazu ermutigten, sich von westlichen Nachrichtenquellen abhängig zu machen, was sie in Konflikte mit der staatlichen Ordnung der DDR brachten. Entsprechend lancierte die Stasi 1968 eine Kampagne gegen die BBC mit dem Codenamen „Operation Werfer“. Teil davon war, dass die sowjetische Zeitung Iswestija Dokumente veröffentlichte, in denen konkrete Verbindungen zwischen der BBC und dem britischen Geheimdienst MI6 unterstellt wurden.
Das „Programm für Ostdeutschland“, wie es seit den 1960er-Jahren genannt wurde, stellte die BBC 1975 ein, danach blieb lediglich ein Deutschland übergreifender Dienst erhalten.
Ein typisches Programmschema der späteren Jahre war: Zuerst wurden Nachrichten verlesen, dann folgte der Abend-Kommentar, anschließend 45 Minuten „Programm für Ost-Deutschland“, hierin zuerst Briefe ohne Unterschrift, dann der Situationsbericht, dann Parlamentarisch und Unparlamentarisch.

### Briefe ohne Unterschrift
Zum festen Bestandteil des „Programms für Ostdeutschland“ gehörte neben humoristisch-satirischen Serien die 20-minütige Sendung Briefe ohne Unterschrift seit 1955 (zuvor nannte man sie Funkbriefkasten). Dieses Briefkastenprogramm war jeden Freitag ab 20:15 Uhr zu hören.
Die Idee war: Zuhörer schrieben an die BBC in London, wo der deutschsprachige Moderator des Programms, Austin Harrison, eine Anzahl an Briefen für die Sendung auswählte. Er war tatsächlich jede Woche live auf Sendung, las die von ihm ausgewählten Briefe ohne Nennung des Absendernamens vor, beantwortete diese und ordnete sie kommentierend ein. Harrison moderierte die Sendung von 1955 bis zu ihrem Ende 1974. Für die Stasi galt Harrison als MI6-Agent, als „kultivierter und erfahrener Opponent“. Die Stasi verdächtigte ihn als jemanden, der bei seinen jährlichen Besuchen in der DDR politische, wirtschaftliche und kulturelle Informationen sammelte und Kontakte zu potenziellen Agenten aufnahm.
Leitbild der Sendung war: immer dieselbe englische Stimme sollte hörbar werden, immer derselbe Mensch sollte die Briefe besprechen – ein deutschsprachiger Engländer. Dies sollte das Vertrauen in die Authentizität der Sendung erhöhen. „Schreiben Sie uns, wo immer Sie sind, was immer Sie auf dem Herzen haben“ lautete Harrisons Credo: Seine sonore Stimme mit leicht-englischem Akzent wurde DDR-weit bekannt. Dies war für ihn selber bei seinen regelmäßigen Besuchen in der DDR zu den Leipziger Messen immer wieder feststellbar.
Susanne Schädlich urteilt: „Keine andere Sendung wurde in der DDR mehr gehört; und keine andere englische Stimme war so bekannt wie die seines Sprechers Austin Harrison“
Über Harrisons DDR-Besuche legte das Ministerium für Staatssicherheit (MfS) operative Vorgänge an und setzte Spitzel-Aktivitäten in Gang. Es stufte „Briefe ohne Unterschrift“ als Hetzsendung ein. In dessen Weltbild waren BBC Journalisten getarnte Spione im Sold des britischen Geheimdienstes. Als eine der Gegenmaßnahmen warb man stasi-seitig Mitarbeiter an, die den Auftrag erhielten, Hetzbriefe an die Programm-Macher zu schreiben.
An die BBC zu schreiben, war in der DDR ein riskantes Unterfangen, da die Korrespondenz mit systemfremden Sendern als Landesverrat gewertet und mit Gefängnis geahndet werden konnte. Um den Zuhörern hinter dem Eisernen Vorhang das Einschreiben in diese Sendung zu ermöglichen, hatte die BBC ein System ausgeklügelt, um eine im Voraus einkalkulierte staatliche Überwachung zu überlisten. Jeden Freitagabend zu Beginn und am Ende der Sendung las Harrison jeweils wechselnde Coveradressen vor, an die die Zuhörer schreiben konnten. Diese Adressen waren auf Westberliner Trümmergrundstücke bezogen, was die West-Berliner Post wusste, die diese Briefe selektierte und an das Berliner BBC Büro am Savignyplatz umleitete. Von dort wurden sie per Diplomaten-Postsack nach London geschickt, wo sie in einem Safe aufbewahrt wurden, der nur einer Handvoll Personen zugänglich war, die an dem Programm arbeiteten.
Zuständig für die Verwahrung war die Abteilung „Audience Research“ des deutschen Dienstes der BBC. Alle Briefe erhielten Deckblätter, wurden katalogisiert und lagern bis heute im BBC Written Archives Centre in Caversham. Dieses Archiv beherbergt insgesamt 233 Ordner voller Originalbriefe aus der DDR, die den Sender zwischen 1955 und 1976 erreichten.
Seit der Öffnung der Stasi-Akten ist klar, wie beträchtlich die Anstrengungen der DDR waren, diese Abhörbriefe aufzuspüren. Die Stasi hörte nicht nur das Programm ab; sie stellte auch endlose Listen der jeweils aktuellen Westberliner Coveradressen zusammen, die an jedes Hauptpostamt innerhalb der DDR geschickt wurden. Sie analysierte abgefangene Briefe von Hörern aus der DDR; sie katalogisierte die Tinte in den verschiedenen Arten von Stiften, sie erstellte Sammlungen mit Handschriftproben und nahm Speichelproben von den Klebstoffen auf den Briefumschlägen, die dann mit den Blutproben von Verdächtigen verglichen wurden.
Die Sendung entwickelte sich im Laufe der Jahre zu einer politisch hochbrisanten wie auch emotional aufgeladenen Radiosendung im Alltag der deutschen Teilung, da sie authentische Einblicke in den DDR-Alltag möglich machte.
Die Resonanz der Sendung war beträchtlich: Rund 40.000 anonyme Briefe gelangten im Laufe der Jahre zur BBC nach London. Einige Briefschreiber waren in ihrer Kritik am DDR-Alltag überraschend offen, andere reagierten direkt auf Briefe, die sie zuvor in der Sendung gehört hatten. Das Anliegen der Programm-Macher war: Wer seinem Ärger Luft verschaffen will, ist bei der BBC an der richtigen Adresse. Es erreichten den Sender nicht nur „Meckerbriefe“ und Hilferufe, sondern auch Pro-DDR-Schreiben, welche die Vorteile der Verhältnisse in Ostdeutschland priesen. Auch diese wurden gelegentlich verlesen.
Das Ende der Sendung rückte näher, nachdem Großbritannien 1973 die DDR anerkannte und eine Botschaft in Ost-Berlin einrichtete. 1974 wurde sie ohne Angabe von Gründen aus dem Programm genommen.
Durch die Aufnahme beider deutscher Staaten in die Vereinten Nationen (UNO) sei – so Susanne Schädlich – die „Quasi-Anerkennung“ der DDR erfolgt. Dadurch habe sich die Spaltung Deutschlands scheinbar zementiert, wogegen viele Briefeschreiber so lange Jahre angeschrieben hätten. Zudem sei die Zahl der Briefeinsendungen stark zurückgegangen. Womöglich war auch die immer erfolgreichere Praxis der DDR-Behörden, die Briefe abzufangen, von Bedeutung. Auch wurden seit Anfang 1974 die verbalen Attacken gegen Sendung, Mitarbeiter und Harrison selbst intensiviert – hier wirkten die deutschsprachigen Dienste von Radio Prag und Radio Moskau mit.

## Finanzierung
Wie alle Fremdsprachendienste der BBC wurde auch der Deutsche Dienst vom Britischen Außenministerium finanziert. Die Abteilungsleiter standen in regelmäßigem Kontakt mit einer geheimen Regierungsabteilung innerhalb des Außenministeriums, dem IRD (Information Research Department). Dessen Aufgabe war, Informationen zu sammeln und diese in antikommunistische Nachrichten umzuwandeln, die an Journalisten und einflussreiche Organisationen weitergegeben wurden, damit ihre Quelle nicht zur britischen Regierung zurückverfolgt werden konnte. Die BBC gab alle zwei Wochen Dossiers an den IRD weiter. Von hier aus fanden die Berichte ihren Weg zu verschiedenen weiteren Ansprechpartnern, unter anderem zum Auswärtigen Amt in Bonn.

## Sendeschema 1973

Tägliches Sendeschema des Londoner Rundfunks 1973

Der German Service der BBC verbreitete in den frühen 1970er Jahren täglich sein Programm in fünf Sendeblöcken. Die Frühsendung war vor allem für die DDR bedeutsam, da man dort sehr früh aufstand und zur Arbeit ging. Sie begann um 05:15 Uhr und endete um 06:30 Uhr. Die viertelstündige Mittagssendung von 12:45 bis 13:00 Uhr informierte kurz und bündig über Neuigkeiten, etwas ausgedehnter der nachmittägliche Sendeblock von 17:15 bis 18:00 Uhr. Dem schloss sich eine Abendsendung von 20:00 bis 21.00 Uhr an, die ab 22:00 Uhr wiederholt wurde. Die Spätsendung von 23:45 bis 24:00 Uhr brachte in Kürze zusammengefasst das Wichtigste vom Tage.
1973 erkannte Großbritannien die DDR an und richtete eine Botschaft in Ost-Berlin ein. Das Programm für Ostdeutschland stellte 1975 seinen Betrieb ein, lediglich ein Deutschland übergreifender Dienst blieb erhalten.

## Mauerfall
Dass 1989 die Berliner Mauer fiel und in der Folge die Sowjetunion unterging, daran hatten wohl auch die Sende-Aktivitäten der BBC einen gewissen Anteil, wie Jerry Timmins, einer der drei Regionalchefs des Senders einräumt: „Wir haben natürlich eine Rolle gespielt bei der Verbreitung von Informationen, eine riesige Rolle in Bezug auf Osteuropa. Aber wir sahen es nie als unser Ziel an, die Sowjetunion zu Fall zu bringen oder so etwas in der Art.“

## Nach 1989
Ab 1. April 1991 strahlte der Londoner Rundfunk werktags um 12:45 Uhr Weltnachrichten aus. Anschließend folgte von Montag bis Freitag das Mittagsmagazin mit Hintergrundberichten zum Weltgeschehen, ergänzt durch Meldungen vom Sport. Außerdem wurden Magazin-Sendungen gesendet, ebenso Tipps für Touristen, Sendungen für DXer, aktuelle Features und Pop und Rock-News aus Großbritannien.
1993 hatte das deutschsprachige Programm eine tägliche Gesamtlänge von 195 Minuten. Das damalige Redaktionsteam bestand aus Guntram Kremer, Eckhard Berkenbusch, Hans Staiger und Ute Wietfeld.
Im selben Jahr wurden von Michael Kaye, dem damaligen Leiter des German Service, Änderungen beim BBC-Büro am Savigny-Platz angekündigt: BBC-Korrespondent Oliver Rehlinger erhielt Verstärkung durch weitere Redakteure des Deutschen Dienstes, die vermehrt aus der Hauptstadt und Umgebung berichten sollten.
Am 9. November 1994 fand ein Tag der offenen Tür im Berliner Büro des BBC World Service am Savignyplatz statt. Über 500 Besucher kamen. BBC-Korrespondent Mike Linstead und sein Team, zuständig für Berlin und Umgebung, wurden von Kollegen aus London unterstützt, um die Betreuung des Besucherstroms zu gewährleisten.
In den späten 1990er Jahren begann die BBC ihr Auslandsangebot neu zu fassen, da Kosten von 152 Millionen Pfund pro Jahr (für 1997/98) für sämtliche Auslandsprogramme zu Buche schlugen. Einsparungen in Höhe von jährlich 20 Millionen Pfund waren zu erbringen. Nachdem der finnische und der französische Auslandsdienst eingestellt wurden, stand der Deutsche Dienst zur Disposition.

## Einstellung des deutschsprachigen Programms
Am 26. März 1999 wurde der Deutsche Dienst der BBC London kurz nach seinem 60-jährigen Jubiläum eingestellt. Dadurch entfielen 29 Planstellen bei der BBC. Eingesparte Mittel sollten der BBC-Präsenz im Internet zugutekommen.
Umfragen hatten ergeben, dass 90 Prozent der Hörerschaft ausreichend Sprachkenntnisse besaßen, um auch den englischsprachigen BBC World Service zu verstehen. Damit meinte man, die Einstellung des deutschsprachigen Programms politisch rechtfertigen zu können. Man gebe Deutschland als Zielgebiet nicht auf, sondern verzichte nur auf die deutsche Sprache im Radioprogramm. Wie Fritz Groothues als Strategie-Verantwortlicher vom BBC World Service, selbst ehemals Mitarbeiter im Londoner Rundfunk, ausführte, müssten veränderte Konsumgewohnheiten beim Radiohören fast überall auf der Welt in Betracht gezogen werden. So seien viele Themen der Berichterstattung inzwischen supranational oder sogar global angelegt, so dass sich hier die englische Sprache besser eigne, um die Debatte zu führen. Nicht zuletzt diktierten die Sparzwänge bei den vom britischen Außenministerium finanzierten fremdsprachigen Diensten die Entscheidung zur Einstellung des German Service, nachdem auch der französische Dienst der BBC eingestellt werden musste.

„Und im Europa  der Europäischen Union sollte man eigentlich nicht mehr von einem Land in ein anderes senden. Sondern man sollte Rundfunk in Europa für Europäer machen. Das wäre die richtige Idee.“

Am 10. Februar 1999 hieß es in einer Sendung des Londoner Rundfunks: „Hören Sie uns noch einmal, solange es uns noch gibt“.

## Ehemalige Frequenzen
- 25-Meter-Band: 11.665 kHz  (07:00–07:30 Uhr von Mo–Fr),  11.895 kHz (10:00–00:15 Uhr von Mo–Fr und 14:00–14:15 Uhr täglich), 11.980 kHz (16:00–16:30 Uhr von Mo–Fr),
- 31-Meter-Band: 9.815 kHz (12:00–12:30 Uhr von Mo–Fr),  9.835 kHz (19:30–20:00 Uhr von Mo–Fr), 9.915 kHz (17:30–18:00 Uhr täglich)
- 49-Meter-Band: 5.875 kHz (07:00–07:30 Uhr von Mo–Fr, 10:00–10:15 Uhr von Mo–Fr, 12:00–12:30 Uhr von Mo–Fr, 14:00–14:15 Uhr täglich und 16:00–16:30 Uhr von Mo–Fr), 6.015 kHz (16:00–16:30 Uhr von Mo–Fr und 17:30–18:00 Uhr täglich)
- Mittelwelle: 648 kHz (10:00–10:15 Uhr von Mo–Fr, 16:00–16:30 Uhr von Mo–Fr, 17:30–18:00 Uhr täglich und 19:30–20:00 Uhr von Mo–Fr), 1296 kHz (17:30–18:00 Uhr täglich)
- Langwelle: 261 kHz
- Ultrakurzwelle: 90,2 MHz (nur Berlin). Seit Kriegsende sendete der Londoner Rundfunk nach alliiertem Recht, seit 8. November 1993 nach hiesigem Rundfunkrecht auf UKW 90,2 MHz Berlin. Frequenzwechsel am 1. Dezember 2010 auf UKW 94,8 MHz Berlin (Sender Berlin Schäferberg) für den BBC World Service.[44]

## Liste von Mitarbeitenden beim Londoner Rundfunk
- Bruno Adler
- Conrad Ahlers
- Fritz Beer
- Alfred Behrens
- Carl Brinitzer
- Erich Brost
- Siegfried Buschschlüter
- Hans Buxbaum
- Sefton Delmer
- Willi Eichler
- Ruprecht Eser
- Martin Esslin
- Heinrich Fischer
- Johannes Flesch Edler von Brunningen
- Lindley Fraser, Leiter des German Service 1946 bis 1963
- Erich Fried
- Hanns Joachim Friedrichs
- Julius Gellner
- Hugh Carleton Greene, Leiter des German Service 1940 bis 1946
- René Halkett
- Hans Huyn
- Hans Jaecker, Leiter des German Service 1975 bis 1985[45]
- Peter Brierley Johnson
- Alfred Kerr
- Egbert Kieser
- Theodor Kramer (Lyriker)
- Wolfgang Labuhn
- Albert Lieven
- Robert Lucas
- Erika Mann
- Martin Miller
- Hilde Meisel
- Robert Neumann
- Richard O'Rorke, Leiter des German Service 1965 bis 1975
- Maximilian Reich
- Walter Rilla
- Ernst Schoen
- Karl-Eduard von Schnitzler
- Fritz Schrecker[46]
- Walter D. Schultz
- Walter Andreas Schwarz
- Annedore Smith
- Joachim Teege
- Fritz Wendhausen
- Edmund Wolf[47]